# 八戸政栄
八戸 政栄（はちのへ まさよし）は、戦国時代から江戸時代初期にかけての武将。三戸南部氏の家臣。八戸氏18代当主。

## 略歴
天文12年（1543年）、八戸氏庶流である新田行政の子として誕生。17代当主・八戸勝義の養子となる。
三戸南部氏を南部一族の中の宗家的地位に高めた南部晴政の死後に嫡男・晴継が急死して家督争いが起こると、南部信直の擁立に尽力した。この時、自身も南部一族であったため当主に擁立されかけたというが、北信愛の説得で辞退したという。以後は信直の右腕として活躍した。
天正18年（1590年）の小田原征伐では、信直に豊臣秀吉の下への参陣を薦めたという。政栄自身は信直に託されて三戸城の留守居を務めた。眼疾患で盲目だったという。
慶長15年（1610年）、死去。